# بحر المنسرح
بَحْرُ المُنْسَرِحِ هو أحد بحور الشعر، وسُمِّيَ بالمنسرح لانسراحه وسهولته على اللِّسَانِ.

## العروض
لا يوجد تفعيلة عروض في المنسرح، أي (مستفعلن) صحيحة.